# Carlos Lapetra
Carlos Lapetra Coarasa (29. listopad 1938, Zaragoza – 24. prosinec 1995, Zaragoza) byl španělský fotbalista. Nastupoval především na postu útočníka.
Se španělskou reprezentací vyhrál mistrovství Evropy roku 1964. Hrál též na mistrovství světa 1966. V národním týmu působil v letech 1963–1966 a nastoupil ve 13 zápasech, v nichž dal jeden gól.
Celou prvoligovou kariéru (1959–1969) strávil v jediném klubu, Realu Zaragoza. V sezóně 1963/64 s ním vyhrál Veletržní pohár. Dvakrát se Zaragozou získal španělský pohár (1963/64, 1965/66). V lize s ní dosáhl nejvýše na 3. místo v sezónách 1960/61 a 1964/65.